# Heide (Heythuysen)
Heide (Limburgs: De Hei) is een buurtschap bij Heythuysen in de gemeente Leudal, in de Nederlandse provincie Limburg. Tot 2007 viel deze onder de gemeente Heythuysen. Het is een van de twee buurtschappen binnen de gemeente Leudal met deze naam; de andere ligt bij Roggel (Heide).
Heide ligt ongeveer drie kilometer ten noordwesten van de kern Heythuysen, in het buitengebied nabij de Asbroekerheide en bestaat uit circa dertig verspreide boerderijen en woonhuizen. In het noorden wordt de buurtschap begrensd door de watergang de Vissensteert met aan de overzijde daarvan de buurtschap Hollander, in het oosten door de Asbroekerheide, in het zuiden door de buurtschap Aan de Bergen en in het westen door Leveroyseheide (gemeente Nederweert). Qua adressering valt de buurtschap volledig onder de woonplaats Heythuysen.
Dorpen: Baexem · Buggenum · Ell · Grathem · Haelen · Haler · Heibloem · Heythuysen · Horn · Hunsel · Ittervoort · Kelpen-Oler · Neer · Neeritter · Nunhem · Roggel

Buurtschappen: Aan de Bergen · Aan het Broek · Achter het Klooster · Asbroek · Beekkant · Berik · Blenkert · Brumholt · Caluna · Castert · De Horck · Dries · Eiland · Eind · Ellerhei · Gendijk · Geneijgen · Gerhegge · Haelense Broek · Hanssum · Heiakker · Heide (Heythuysen) · Heide (Roggel) · Heioord · Heugde · Hoek · Hollander · Hoogschans · Hoogstraat · De Horck · Kappert · Karreveld · Keizerbos · Kinkhoven · Laak · Maxet · Mortel · Nijken · Op de Bos · Ophoven · Overhaelen · Roligt · Santfort (deels) · Schaapsbrug · Schans (Ell) · Schans (Roggel) · Schillersheide · Smidstraat · Strubben · Uffelse · Venne · Vestjenshoek · Vlaas · Waije

Voormalige gemeenten: Haelen · Heythuysen · Hunsel · Roggel en Neer

Limburg: Steden en dorpen      Nederland: Provincies · Gemeenten